# Заслужил майстор на спорта
Заслужил майстор на спорта е спортно звание, с което се удостояват спортисти, постигнали изключително високи спортни резултати в своя вид спорт.
Въведено е в Съветския съюз, разпространено е след това и в други социалистически страни.
Званието в България се присъжда от съответната спортна федерация и влиза в сила след одобряването му от председателя на ДАМС. Въведен е от бюрото на ВКФС на 8 ноември 1949 г.
Към датата на въвеждане условията за удостояване със званието са:
За лица със спортни постижения отговарящи на следните условия:
1. минимум десет годишна спортна дейност
2. да са взели участие в минимум осем международни спортни състезания от които да са спечелили пет, или да са дали изключителни постижения с които да са прославили българският спорт
3. да са носители на значка ГТО II степен
4. да са работили с подрастващото поколение като треньори или инструктори

За Физкултурни ръководители, треньори и педагози:
- десет години работа на поста в физкултурни организации или институти
- или да са публикували научен труд издигащ българският спорт
- или да са работили десет години като треньори и са показали образцова работа и създали спортни кадри

по решение на ВКФС срокът от десет години може да се намали.